# 創世紀 (電影)
《創世紀》（俄語：Русский ковчег），是由俄國導演亚历山大·蘇古諾夫於2002年所執導的電影，为坎城影展主竞赛片。片中他「扮演」一位匿名、無影像的旁白，隨著片中由德萊堅（Sergei Dreiden）飾演的法國文人古斯丁（Marquis de Custine），漫步在俄國聖彼得堡的冬宮（Зимний дворец）。片中蘇古諾夫與古斯丁不僅穿梭於冬宮，在時間上甚至跨越300餘年的俄國歷史。
古斯丁侯爵（1790年3月18日至1857年9月25日）在歷史上真有其人，是一位法国贵族和作家，尤其以他1839年访问俄罗斯的经历而著称。这项工作不仅记录了穿越俄罗斯帝国的行程，而且记录了尼古拉斯一世统治期间的社会结构，经济和生活方式。
本片也編入了古斯丁真實的經驗。古斯丁在遊記《1839年的俄國》（La Russie en 1839）中表示，縱使俄國強調西化，但卻是歐洲皮亞洲骨。也因此俄國歷史是個大劇場，他在俄國碰到的人們各個都是演員。《創世紀》讓古斯丁這個角色引領鏡頭的考量便有引入歐洲角色，帶出檢視俄國自身歷史的意味。
《創世紀》錄製於未壓縮的高解析度影像（High Definition Video），並輔以攝影機穩定器（Steadicam）。該片穿梭於冬宮33個房間，動用800名以上的演員，全片90分鐘只是用了一个长镜头从头到尾完成拍摄，是電影技巧上的一個里程碑。

## 名言
片尾旁白
It's a pity you're not here with me. you would understand everything. look,the
sea is all around. We are destined to sail forever,to live forever.
真可惜，你現在不在這裡。你終將明白所有事情。看哪，四周都是海，我們命中注定要永遠航行，永遠活下去。

## 註解
1. ↑  . Kommersant.   [2019-09-16]. （原始内容存档于2021-05-13） （俄语）.
2. ↑  Box Office Mojo上《Russian Ark》的資料（英文）

## 外部連結
- IMDB链接 （页面存档备份，存于）
- Russian Ark 官方网站